# 陈真永
陈真永（1974年2月—），白族，云南兰坪人，中华人民共和国政治人物，现任大理白族自治州人民政府州长，长安大学产业经济学专业硕士学历。

## 生平
1996年7月，陈真永参加工作，先后在中共云南省委统战部、组织部就职；2015年5月，出任昭通市委常委，并先后任昭通市委组织部长、昭通市常务副市长。2021年1月，改任曲靖市委副书记；同年4月，改任中共大理州委副书记；同年5月，任大理州人民政府代理州长；同年6月9日，大理州十四届人大六次会议举行第二次全体会议，当选大理州人民政府州长。